# Diego de San Román y Codina

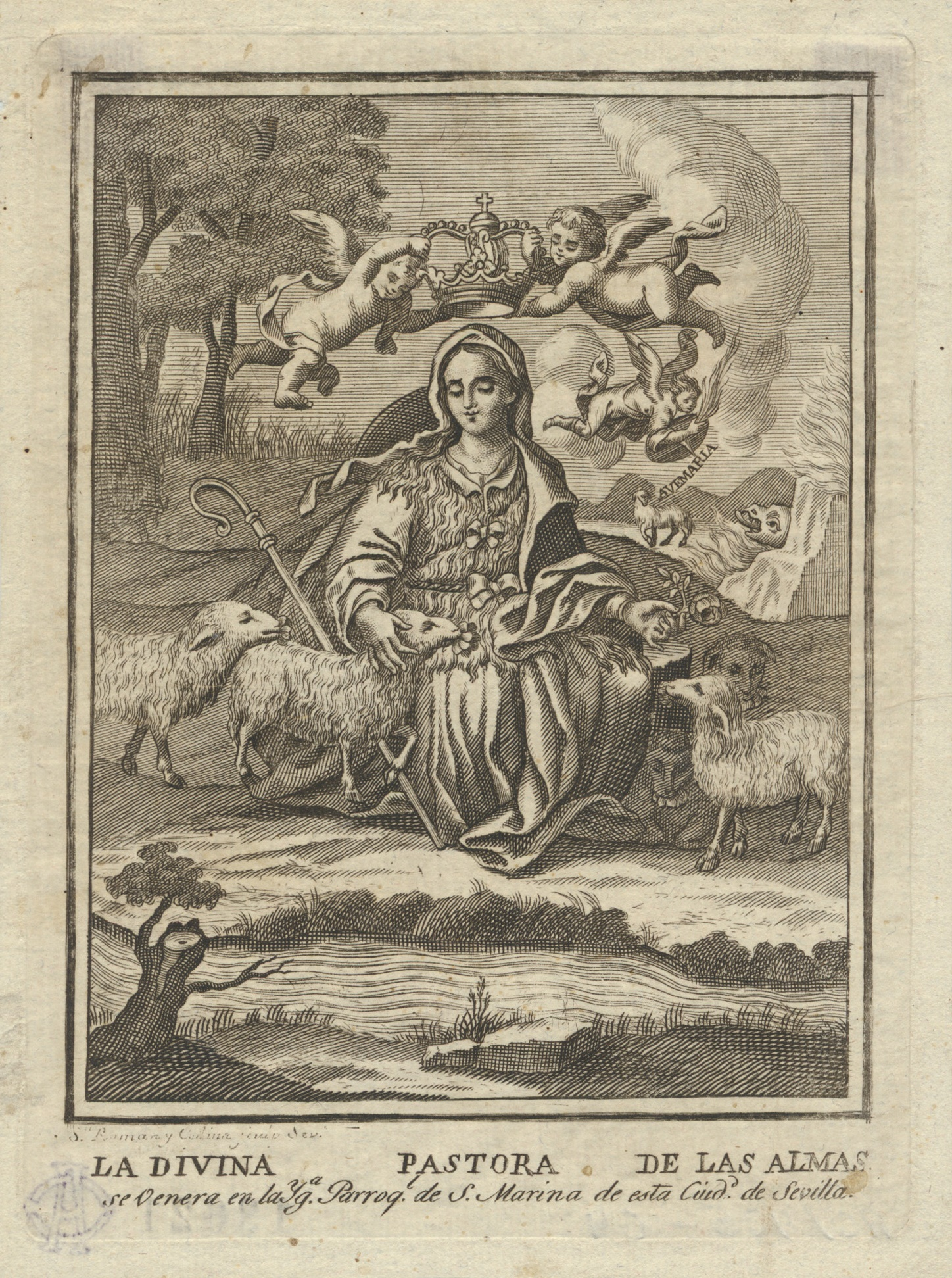
Divina pastora, aguafuerte y buril. Inscripción: «LA DIVINA PASTORA DE LAS ALMAS / Se Venera en la Yg^{a}. de S. Marina de esta Ciud^{d}. de Sevilla». Madrid, Real Academia de Bellas Artes de San Fernando

Diego de San Román y Codina (ft. 1743-1789) fue un grabador calcográfico e impresor español activo en Sevilla.
Su pista, según el temprano catálogo que le dedicaron Antonio Rodríguez-Moñino y el marqués de Lede, puede seguirse en Sevilla desde 1743, año que figura al pie de una estampa de Nuestra Señora del Reposo de la catedral sevillana, conocida también por el nombre de «Norabuena lo pariste». Un año después firmó una estampa de San Guillermo de Aquitania, titulándose pintor, título que no vuelve a encontrarse en su producción grabada, además de no conocérsele obras de pincel.
Como impresor de libros, después de la edición de algún opúsculo en la década de 1750, un Diego de San Román y Codina aparece asociado como impresor, de 1793 a 1797, con un Josef de sus mismos apellidos, no pudiéndose determinar si se trata de él mismo asociado con algún hermano o de dos hijos. De su imprenta, situada en la calle Colcheros, salieron tres títulos relacionados con el terremoto de Lisboa de 1755 y sus efectos en la ciudad de Sevilla: Métrica lamentable relación de los estragos, que causó en la M. N. L. Ciudad de Sevilla el terremoto del día 1. de noviembre del año de 1755, sin nombre de autor; Especial protección que debió Sevilla á la Virgen Sma. de los Reyes, y á el Sr. S. Fernando en el formidable terremoto que experimentó el primer día de Noviembre de este año de 1755, opúsculo de once páginas con un grabado de la Virgen de los Reyes, y la Explicación physico-mechanica de las causas del temblor de tierra: como constan de la doctrina del príncipe de los philosophos Aristóteles, dada por medio de la vena cava y sus leyes, cuyo auxilio quita el horror de sus abstractos, del fraile mínimo Miguel Cabrera.
Como grabador, fue autor, principalmente, de estampas de devoción, a menudo abiertas por dibujo propio y bajo la fórmula de verdadero retrato de imágenes de bulto conservadas en templos sevillanos. Entre estos los verdaderos retratos del Jesús nazareno del convento de San Francisco de Sevilla o el de la Virgen de los Dolores, de la parroquia de San Vicente mártir, estampas encargadas por sus hermandades o por particulares devotos, con la relación al pie de las indulgencias concedidas por los diversos prelados a quien rezare ante la imagen. Más raramente también reprodujo pinturas, como el Santo Tomás de Villanueva de Murillo, grabado fechado en 1778 cuando el cuadro original se encontraba en la iglesia de san Agustín, o el San Pedro liberado por un ángel de Juan de Roelas, de la capilla de la Hermandad de Sacerdotes de San Pedro, y algún escudo de armas para figurar en los preliminares de obras impresas.